# August Schauer
August Schauer (* 17. Januar 1872 in Pöllandl bei Töplitz, Österreich-Ungarn; † 1. Juli 1941 in Laibach, Provinz Laibach) war ein Priester und Publizist. Mit anderen Gottscheer Priestern stand er in Opposition gegen die Aussiedlung der deutschsprachigen Volksgruppe der Gottscheer aus Jugoslawien durch die Nationalsozialisten.

## Leben
Schauer besuchte zunächst das Untergymnasium in Gottschee und sodann das Obergymnasium in Rudolfswerth, wo er die Hochschulreife erlangte. Danach studierte er Theologie in Laibach und wurde am 22. Juli 1897 zum Priester geweiht.
Schauer hielt seine erste Messe in Pöllandl am 8. August 1897. Ab 1898 betrieb er als Kaplan die Seelsorge in Nesseltal und wurde dann 1899 nach Altlag versetzt. 1901 wurde Schauer Pfarrer in Unterwarmberg und kehrte 1906 nach Nesseltal zurück. Hier war er über 30 Jahre lang Pfarrer. 1930 wurde er zum Geistlichen Rat ernannt.
Schauer war von 1925 bis 1941 Herausgeber des Gottscheer Kalenders, den er von seinen Vorgängern Wilhelm Tschinkel (1921–1923) und Robert Braune (1924) übernommen hatte. Hier wurden neben kirchlichen Themen insbesondere die Geschichte der Gottscheer behandelt und auch Texte in der lokalen Mundart, dem Gottscheerischen, veröffentlicht. Im August 1930 war Schauer einer der Organisatoren der 600-Jahr-Feier der Besiedlung der Gottschee und hielt bei dieser Gelegenheit eine lange Rede.

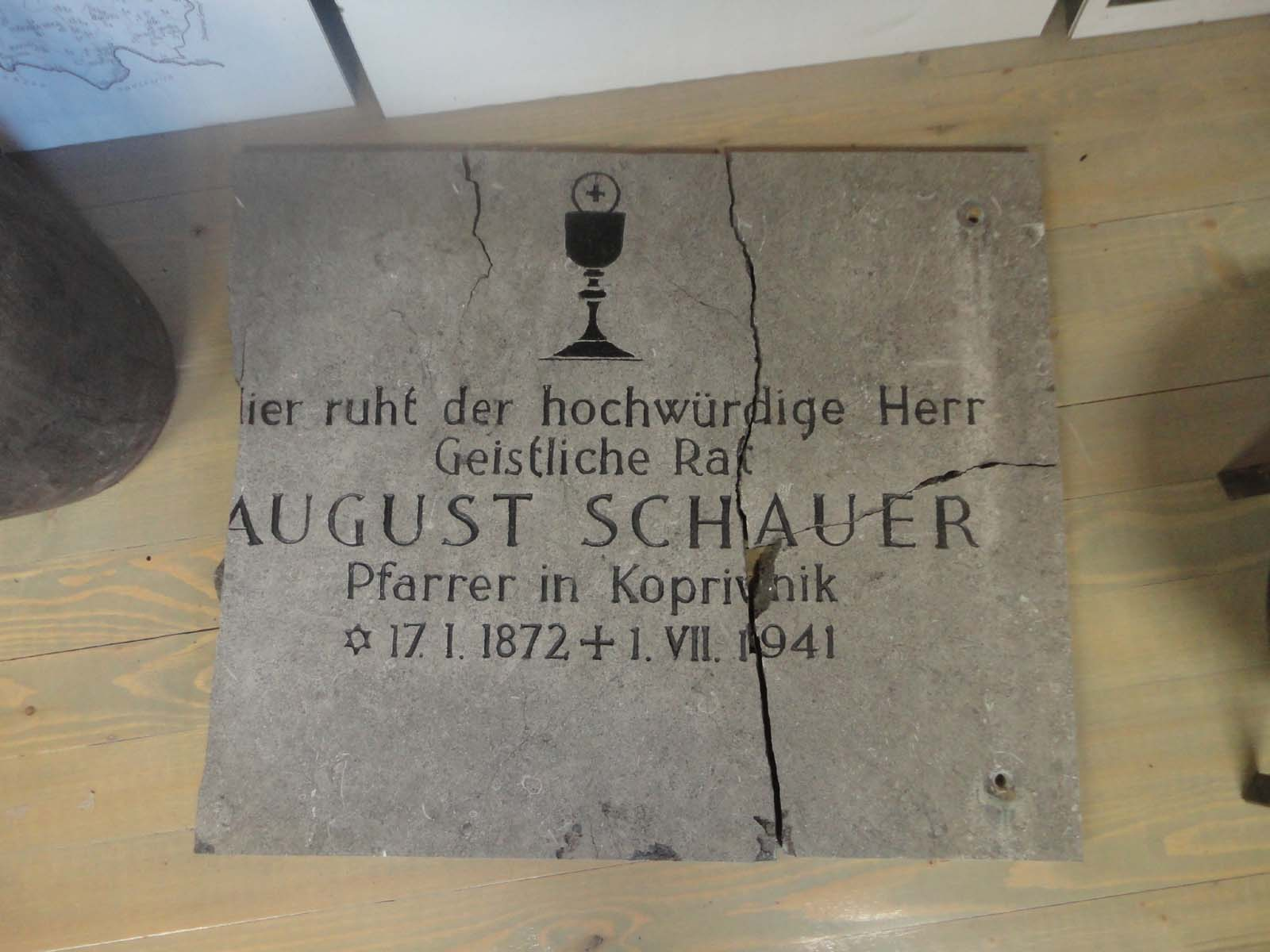
Frühere Gedenktafel für August Schauer, heute im Museum des Gottscheer Altsiedlervereins in Krapflern

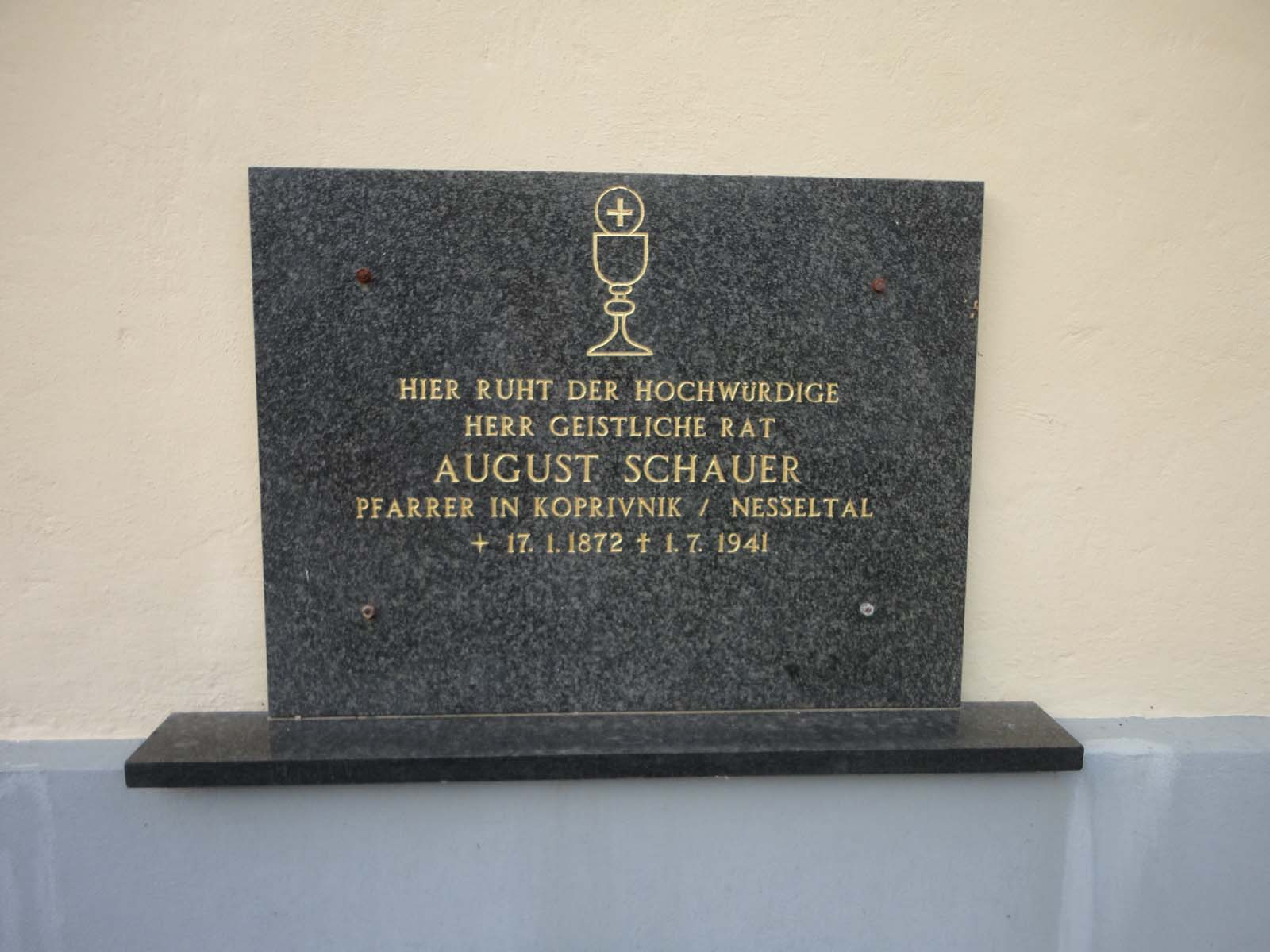
Erneuerte Gedenktafel für August Schauer an der Kirchenwand zu Pöllandl

Nach dem Balkanfeldzug im April 1941 wurde die Gottschee von der italienischen Armee besetzt und Teil der italienischen Provinz Laibach. Die Nationalsozialisten siedelten die Gottscheer aus ihrer Heimat in die Untersteiermark um, die von der Wehrmacht besetzt war. Der Laibacher Diözesanbischof entband die Priester des Treuschwurs. Schauer nahm jedoch gemeinsam mit anderen Gottscheer Geistlichen (Josef Eppich, Ferdinand Erker, Josef Erker, Josef Gliebe, Josef Kraker, Josef Kreiner und Alois Perz) öffentlich Stellung gegen die geplante Umsiedlung. Kurz danach erkrankte Schauer schwer. Er starb am 1. Juli 1941 im Krankenhaus Leonium (Leonišče) in Laibach und wurde in seinem Geburtsort Pöllandl beerdigt.
Sein Priesterkollege Josef Eppich verfasste für ihn einen Nachruf, der am 3. Juli 1941 in der „Gottscheer Zeitung“ erschien. Hier heißt es unter anderem: Unser Letztes, was immerhin auch kommen möge, werden wir uns nicht nehmen lassen: Väterglaube, Heimat und Muttersprache. Diese Worte im Kalender vom Jahre 1925 verfocht er bis zu seinem Tode, und es schmerzte ihn tief, beobachten zu müssen, daß in letzter Zeit in unserem Volke hierfür da und dort das Verständnis abging.